# Jordløse
Jordløse – miasto w Danii, w regionie Dania Południowa, w gminie Assens.